# Serbisch-Bulgarischer Krieg

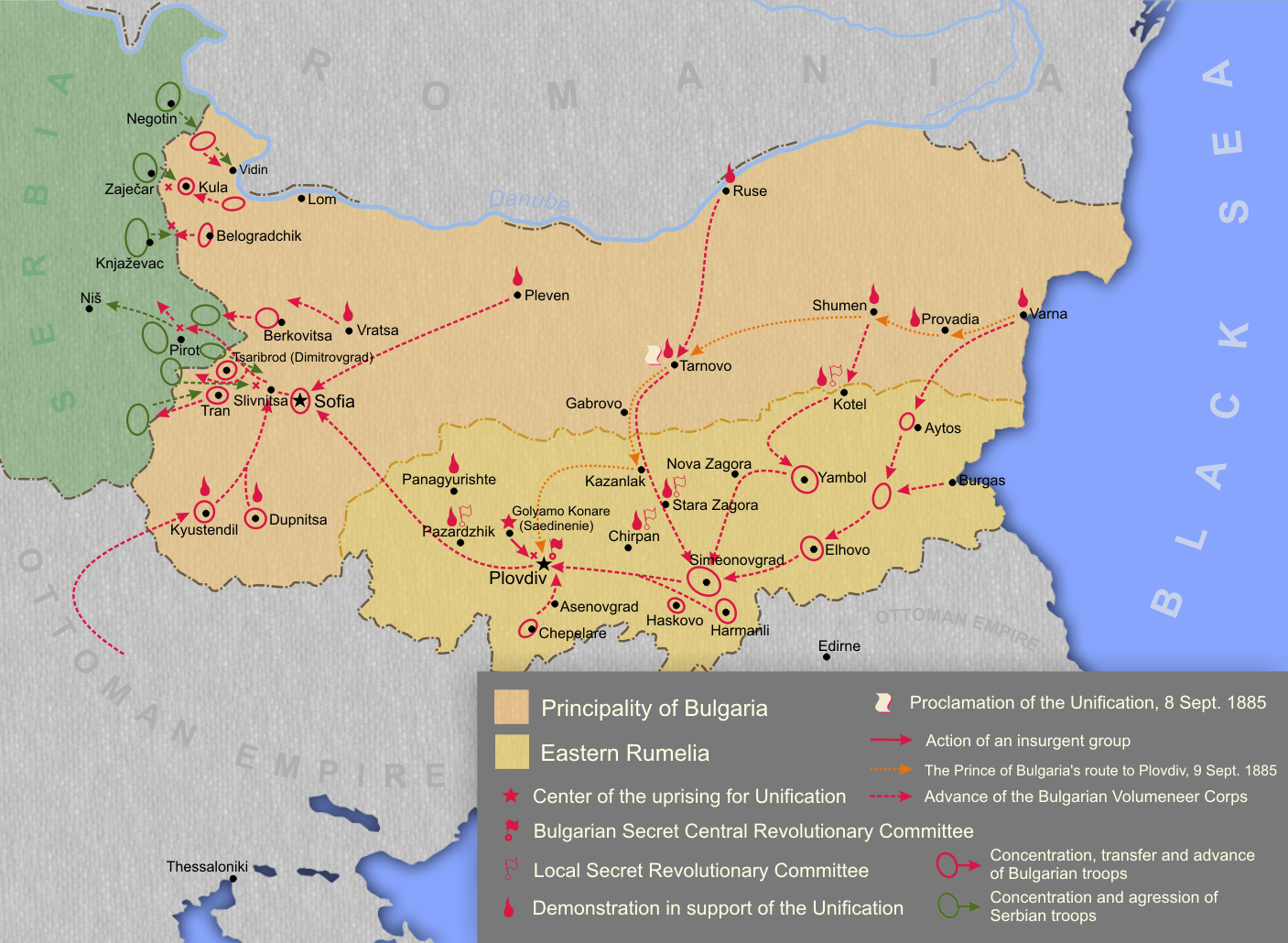
Die Vereinigung Bulgariens und der Serbisch-Bulgarische Krieg

Als Serbisch-Bulgarischen Krieg (bulgarisch Сръбско-българска война, serb. Српско-бугарски рат) bezeichnet man den Konflikt zwischen dem Königreich Serbien und dem Fürstentum Bulgarien um die Vorherrschaft auf dem Balkan 1885/1886, der auch im europäischen Mächtesystem tiefgreifende Änderungen nach sich zog.

## Hintergrund
Der vom siegreichen Russischen Reich diktierte Frieden von San Stefano, der im März 1878 den Russisch-Osmanischen Krieg beendete, sah die Etablierung eines autonomen, aber dem Osmanischen Reich weiterhin tributpflichtigen Fürstentums Bulgarien vor, das um Ostrumelien und Makedonien erweitert werden sollte. Der wenige Monate später abgehaltene Berliner Kongress revidierte diese Beschlüsse jedoch wieder und erklärte nur das eigentliche Bulgarien ohne territoriale Zuwächse zum autonomen und tributpflichtigen Fürstentum. Ostrumelien blieb osmanische Provinz mit Verwaltungsautonomie, Makedonien wurde wieder komplett ins Osmanische Reich eingegliedert. Die bulgarische Außenpolitik zielte fortan darauf ab, die endgültige Unabhängigkeit vom Osmanischen Reich und die Wiederangliederung Ostrumeliens und Makedoniens an sein Staatsgebiet zu erreichen. Unter den Bulgaren, die weiter unter der Fremdherrschaft leben mussten, organisierte sich Widerstand. So brach bereits 1878 der Kresna-Raslog-Aufstand in Makedonien aus.
Im September 1885 kam es in Ostrumelien zu einem von der Bevölkerung getragenen Offiziersputsch, der gegen die osmanische Herrschaft gerichtet war und die Vereinigung mit dem Fürstentum Bulgarien proklamierte. Fürst Alexander I. übernahm einige Tage später an Stelle des Generalgouverneurs die Herrschaft über die autonome türkische Provinz Ostrumelien.

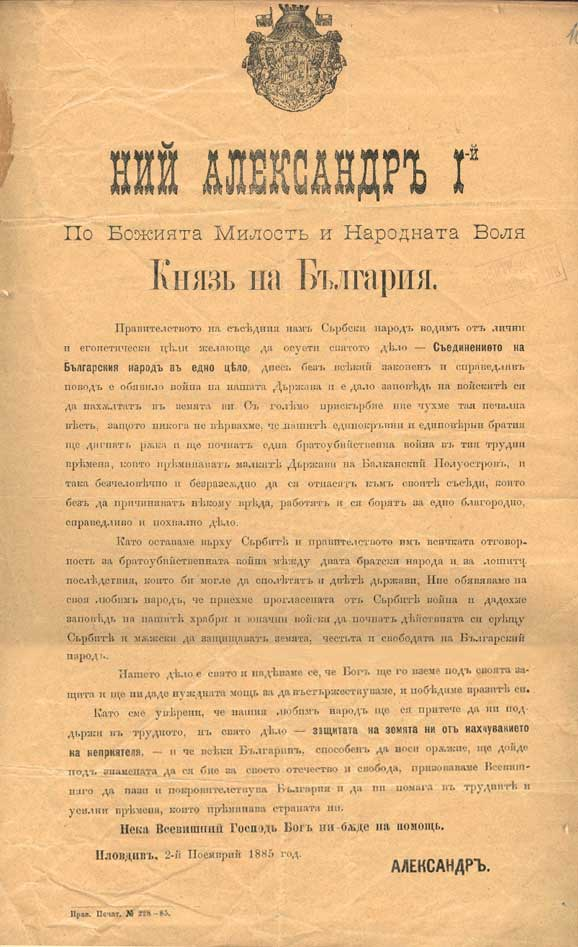
Manifest des bulgarischen Fürsten Alexander von Battenberg anlässlich des Serbisch-Bulgarischen Krieges

Als Reaktion auf den Zusammenschluss Ostrumeliens mit dem Fürstentum Bulgarien stellte das Russische Reich die militärische Zusammenarbeit ein und zog sowohl militärisches Personal als auch Gerät aus Bulgarien ab. Der Zusammenschluss wurde jedoch indirekt von Großbritannien unterstützt, das ein Eingreifen des Osmanischen Reichs verhinderte und dadurch unter anderem seine diplomatische Isolation nach der Berliner Kongokonferenz 1884 beenden wollte. Der serbische König Milan I. sah hingegen darin eine Vorbereitung für einen bulgarischen Feldzug auf Makedonien.
Am 1. Novemberjul. / 13. November 1885greg. erklärte Serbien, unterstützt von Österreich-Ungarn (siehe Geheimvertrag zwischen Österreich-Ungarn und Serbien), in dessen Interesse die Stärkung eines vereinigten Bulgariens nicht liegen konnte, Bulgarien unerwartet den Krieg. Einen Tag später überquerten fünf Divisionen (Morava-, Šumadija-, Donau-, Drina- und Timok-Division) die bulgarische Grenze. Der serbische Überfall löste eine große Welle der Empörung in Bulgarien aus und führte zu einer weiteren Abkühlung der Beziehungen zu Russland. Ohne russische Militärberater und ohne jegliche Unterstützung einer Großmacht musste sich Bulgarien dem serbischen Heer stellen. Das Osmanische Reich, dem das bulgarische Fürstentum und Ostrumelien nominell unterstanden, griff in den Krieg nicht ein, da es eine Einmischung seitens des Russischen Reiches fürchtete. Gleichzeitig fand in Konstantinopel eine Botschafterkonferenz statt, die eine Abstimmung der Großmächte nach der Vereinigung Bulgariens auszuhandeln versuchte.

## Kampfhandlungen

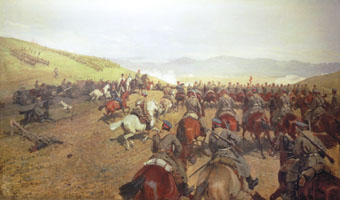
Die Bulgaren überqueren die bulgarisch-serbische Grenze. Gemälde von Antoni Piotrowski

Obwohl sich Bulgarien auf einen bevorstehenden Krieg mit dem Osmanischen Reich eingestellt und daher einen Großteil seiner Armee an der türkischen Grenze konzentriert hatte, war es der serbischen Armee nicht gelungen, die entscheidende Schlacht bei Sliwniza vom 17. bis zum 19. November 1885 zu gewinnen. Die von der Südgrenze anrückenden bulgarischen Truppen, unterstützt von Freiwilligenverbände aus Makedonien, brachten schließlich die Kriegswende und marschierten daraufhin in Serbien ein. In der Schlacht von Pirot folgte eine erneute serbische Niederlage, nach der die Serben kapitulierten. Auch im Norden gelang es den Serben nicht, die Region von Widin und Belogradtschik zu besetzen.
Erst durch die nach der Kapitulation der serbischen Armee erfolgte Intervention Österreich-Ungarns beendete Bulgarien seinen Vormarsch. Im Frieden von Bukarest vom 3. März 1886 wurde der Status quo ante wiederhergestellt. Im Tophane-Vertrag vom 5. April 1886greg. wurde die im Vorjahr erfolgte Vereinigung des Fürstentums Bulgarien mit Ostrumelien international anerkannt. Trotzdem stand das Russische Reich weiterhin ablehnend zur Vereinigung Bulgariens und zum bulgarischen Fürsten.

## Nachkriegszeit
Im Zuge dieser Ereignisse, die auch unter dem Oberbegriff der Bulgarischen Krise zusammengefasst werden, verschlechterte sich das russisch-österreichische Verhältnis derart, dass der Dreikaiserbund zerbrach. Obwohl der bulgarische Fürst Alexander I. in einem von Russland initiierten Offiziersputsch gestürzt wurde, wusste sich die bulgarische Regierung von Stefan Stambolow gegen Russland durchzusetzen. Russland initiierte in der Folge weitere Militärrevolten (wie in Burgas, Silistra, Russe) und schickte seine Flotte vor Warna, verlor jedoch nach der Niederschlagung der Aufstände seinen Einfluss auf Bulgarien an Großbritannien und brach darauf die diplomatischen Beziehungen mit dem Fürstentum ab. Österreich konnte hingegen seine Stellung und die des Verbündeten Serbien behaupten und außerdem seinen Favoriten Ferdinand von Sachsen-Coburg-Gotha-Koháry als neuen bulgarischen Fürsten durchsetzen.
Nur massiver Druck der deutschen Regierung verhinderte einen bewaffneten Konflikt auf dem Balkan, in den auch die Großmächte hineingezogen worden wären. Bismarck musste nun seine Bündnispolitik mit dem so genannten System der Aushilfen retten. Direkte Folge des Scheiterns des Dreikaiserbundes waren der Abschluss des Rückversicherungsvertrags und die Mittelmeerentente.
Für die Bulgaren selbst führte der Krieg zur Stärkung der Integration des alten Nord- und des neuen Südbulgariens zu einem gemeinsamen Staat. Am Krieg nahmen ebenfalls ein moslemisches Regiment von 2000 Mann, eine Kompanie von Studenten, die im Ausland studierten, und Freiwillige aus dem noch unter osmanischer Herrschaft stehenden Makedonien unter dem Befehl von Iljo Wojwoda teil.

## Sonstiges
Das Theaterstück Helden von George Bernard Shaw und die darauf basierende Operette Der tapfere Soldat von Oscar Straus sind in diesem Krieg angesiedelt.
Wegen des besser ausgerüsteten und ausgebildeten serbischen Heeres, das gegen die noch „junge“ bulgarische Armee antrat, spricht man auch vom „Krieg der (serbischen) Generäle gegen die (bulgarischen) Unteroffiziere“.